# Étrépage
L'étrépage est une pratique visant à décaisser et à exporter le sol superficiel et la végétation, pratiquée en gestion des milieux et, autrefois, en agriculture.  
En gestion des milieux, elle vise à les appauvrir afin de favoriser les espèces pionnières, la biodiversité et une renaturation. En agriculture, c'est une pratique de transfert de fertilité qui vise à produire des matières fertilisantes à partir du sol et de la végétation de milieux non cultivés (généralement forêt et lande) pour fertiliser les champs cultivés. Cette technique était utilisée notamment aux Pays-Bas (Drenthe et Brabant-Septentrional), en Belgique (zones humides en Ardenne) ou en France (dans les Landes et en Bretagne). 

## Gestion des milieux
L'étrépage peut avoir des objectifs différents :
- restaurer des espèces végétales ou fongiques disparues, mais dont les graines ou spores sont encore présents dans les couches profondes du sol ;
- restaurer un sol propice aux plantes des milieux oligotrophes que l'on plantera ou sèmera.

Il s'agit en général de reconstituer des milieux de type landes.
Elle est utilisée dans de nombreux pays, dont la France, par les conservatoires botaniques nationaux et les conservatoires des sites, sur de nombreuses réserves naturelles ou autres sites protégés ou gérés pour leur biodiversité ou leur intérêt paysager ou scientifique. 

### Méthode et technique

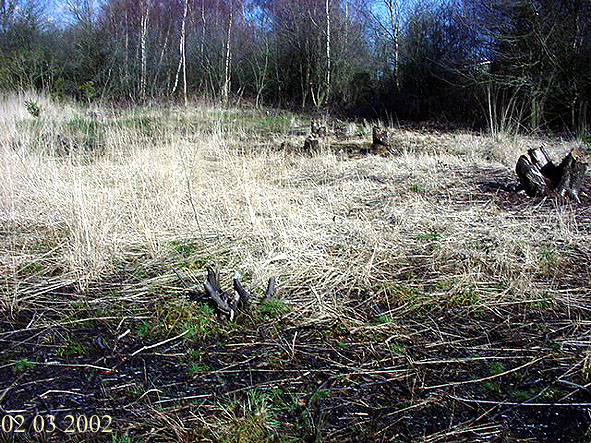
Préparation d'un chantier de scrappage d'une lande paratourbeuse en cours d'enforestement spontané : phase de débroussaillage

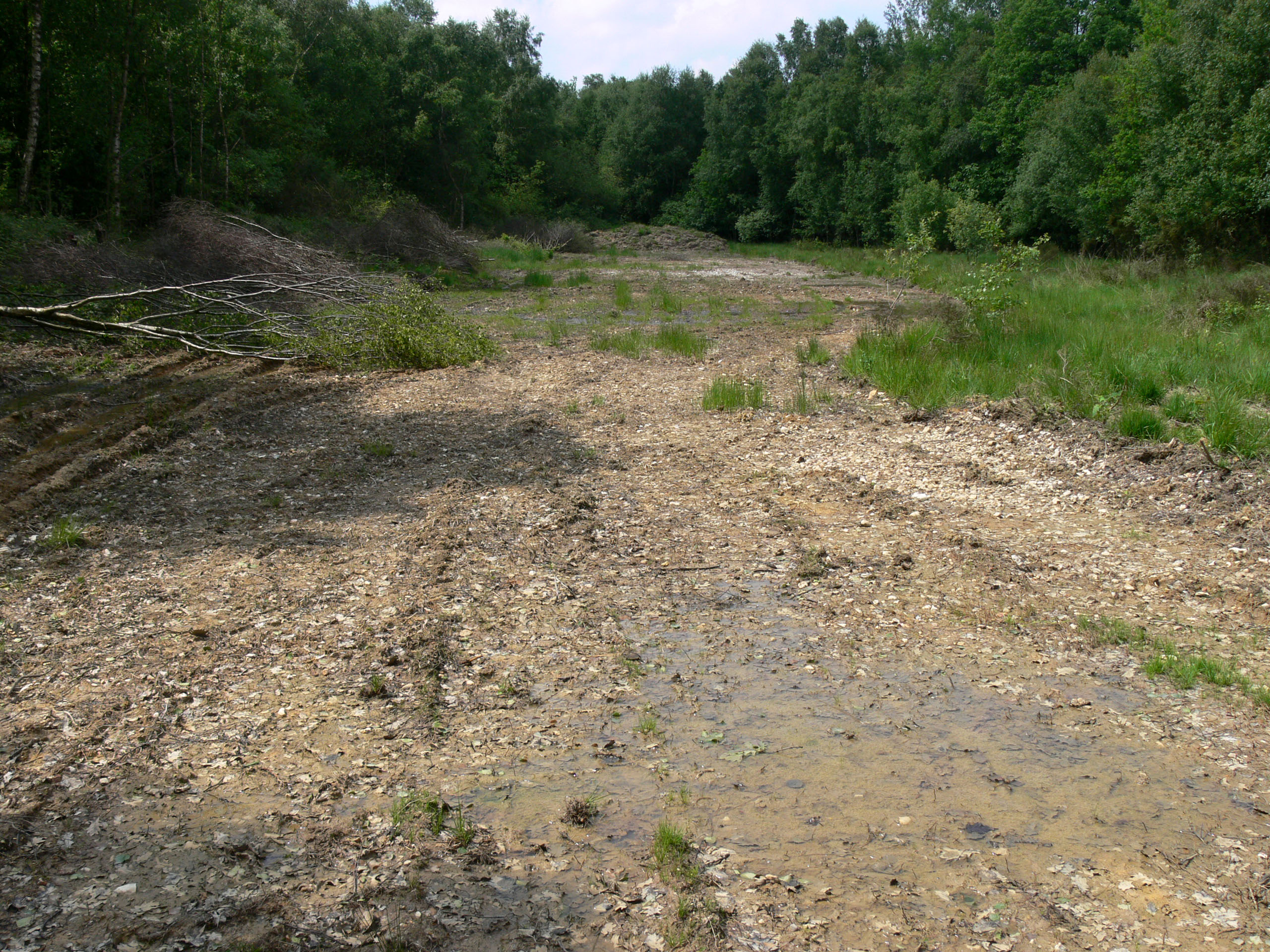
Sol scrappé (ici constitué d'argile à silex, naturellement acide et pauvre) dans la Réserve naturelle des Landes d'Helfaut. Expérimentation conduite sous l'égide du Conservatoire botanique national de Bailleul

Le gestionnaire décape et exporte la couche superficielle de terre. Selon la superficie et les moyens humains et techniques disponibles, le scrappage se fait manuellement à la pelle, à la pelle mécanique ou au bulldozer, en veillant à limiter les impacts écologiques sur les parcelles périphériques.
Deux possibilités s'offrent au gestionnaire selon ses objectifs :
- Le décapage peut être de faible profondeur pour laisser la cryptobanque de graines du sol s'exprimer.
- Il peut être profond et recevoir des semences d'espèces pionnières caractéristiques du milieu oligotrophe correspondant

### Avantages
- faibles coûts (La vente de la riche couche arable suffit souvent à totalement payer les travaux de décapage)
- efficacité assurée dans le cas de semis de fleurs sauvages ; Une expérience faite par Landlife à Huyton au milieu des années 1990 de décapage suivi d'un ensemencement de fleurs sauvages a permis en sept ans de passer d'une diversité spécifique (nombre total d'espèces différentes) de 16 à 57.

Dans le cas où l'on vise la germination de graines enfouies, les résultats sont plus aléatoires car dépendant de nombreux facteurs dont l'âge, le nombre et la profondeur de ces graines, et la qualité du sol.
- faibles couts post-opératoires : Le sol étant devenu ou redevenu oligotrophe, les espèces n'y poussent que lentement, ce qui réduit considérablement le temps et les difficultés et coûts de gestion, tout en restaurant des zones paysagèrement appréciées pour leurs tapis de fleurs.

### Inconvénients
Le gestionnaire doit idéalement disposer d'éléments d'écologie rétrospective.
Quelques sondages préalables sont nécessaires pour déterminer la profondeur de la couche riche à extraire, et éventuellement la profondeur des graines dont on voudrait faciliter la germination.

### Limites
Les graines du sol ou les graines semées doivent être viables. 
Le gestionnaire ne peut se prémunir d'un éventuel aléa météo grave ou d'un incendie après le semi, mais ces aléas concernent tous les types de projets.
Si une source proche de nutriments vient "recontaminer" le terrain, les plantes qui ont reconquis la surface décapée risque d'à nouveau rapidement disparaître. La création d'une nouvelle zone scrappée jouxtant la première devrait permettre une colonisation plus rapide par les graines des plantes qui s'y sont développées.

### Technique proche
- Plantation sur sol inversé (Topsoil Inversion pour les anglosaxons)[2]

## Agriculture
En agriculture, l'étrépage consiste à enlever la végétation herbacée et arbustive (par exemple, lorsque la végétation atteint 40 cm de hauteur), ainsi que la litière et les premiers centimètres de sol, et à l'utiliser comme litière pour les animaux à l'étable. Une fois enrichie en matières organiques, la litière des animaux est utilisée comme fertilisant des terres arables.

## Anthrosol plaggique

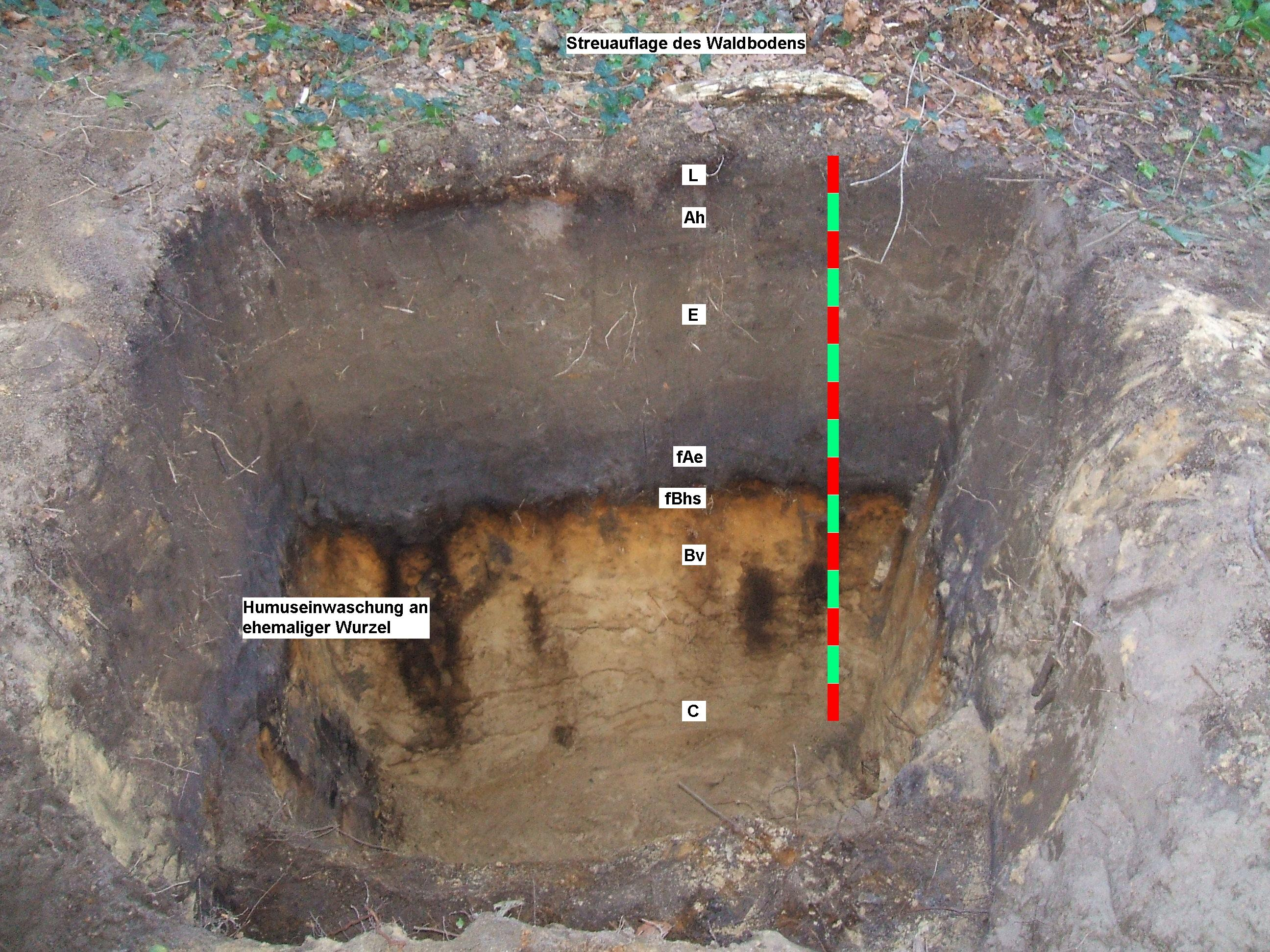
Plaggen créé sur un podzol

Les anthrosols plaggiques (plaggen soil en anglais, plaggenboden ou plaggenesch en allemand et plagengronden en néerlandais) sont un type d'anthrosol créé par l'apport régulier de matière organique par étrépage sur des arénosols et des podzols. L'horizon plaggique mesure entre 40 et 150 cm de hauteur et présente une coloration brunâtre ou noirâtre, une texture sableuse à sablo-limoneuse et une teneur en carbone organiques supérieure à 0,6%. L'épaisseur de cet horizon construit par l'activité agricole crée des paysages caractéristiques marqués par de brutales variations de l'élévation des champs.
En Europe ils sont présents dans les régions entourant le mer du Nord (Belgique, Pays-Bas, Danemark, Allemagne du Nord-Ouest, îles frisonnes septentrionales, sud de la Norvège, Shetland, Orcades et quelques sites écossais) et couvriraient environ 500 000 ha. Ils ont été créés entre le XIIe et le XIXe siècle. Dans les Orcades, ces pratiques ont continué jusque vers 1960. Originellement ces sols étaient destinés principalement à la culture du seigle, mais sont aujourd'hui utilisés pour les autres céréales et pour la pomme de terre.
Des sols similaires existent dans la région d'Arkhangelsk, en Russie.
Des sols similaires ont également été créés par les Maoris en Nouvelle-Zélande. Dans ce cas, des graviers et du sable ont également été ajoutés à l'horizon superficiel pour améliorer le drainage. Ces sols étaient particulièrement utilisés pour la culture de la patate douce.